# Urs Richle
Urs Richle (* 24. Juni 1965 in Wattwil, SG) ist ein Schweizer Schriftsteller.

## Leben
Urs Richle wechselte nach einem Versuch als Radio- und Fernsehelektroniker ins Lehrerseminar Wattwil. Nach einem Jahr Lehrtätigkeit in Gais AR zog er von September 1989 bis 1992 nach Berlin, um dort Soziologie und Philosophie zu studieren. Die Veröffentlichung der ersten Romane beim Gatza-Verlag sowie mehrere Autorenstipendien und Literaturpreise veranlassten ihn dazu, das Studium abzubrechen. Seit 1993 lebt Urs Richle als freier Autor in Genf. Er ist verheiratet und Vater von drei Kindern.
1996/97 absolvierte er den einjährigen Studiengang Drehbuchwerkstatt an der Hochschule für Fernsehen und Film München. Da keines der verkauften Drehbücher verfilmt wurde, begann er sich mit Video und Multimedia zu beschäftigen.
2006 machte er das Fachhochschuldiplom Ingénieur HES en Ingénierie des médias, orientation IT an der Ecole d’ingénieur COMEM+ in Lausanne. Diplomarbeit: WikiViz - Visualisierung eines semantischen Netzwerkes für TECFA, Universität Genf.
Seit Mai 2006 arbeitet Urs Richle als Ingenieur an der Universität Genf im Rahmen des Forschungsprojektes DualT - Leading House : Technologies for Vocational Training und ist weiterhin als freier Autor tätig.

## Förderungen
- 2007: Werkauftrag der Pro Helvetia für ein neues Romanprojekt
- 2004: Anerkennungspreis der Kulturstiftung St. Gallen
- 2001: Erster Preis beim Literaturwettbewerb der Marianne und Curt Dienemann-Stiftung
- 1999: Drehbuchförderpreis der Schweizerischen Autorengesellschaft (SSA), für Späte Heirat, Spielfilm 90 Min.
- 1999: Werkauftrag der Pro Helvetia, für Fado Fantastico
- 1996/97: Teilnahme an der Drehbuchwerkstatt München
- 1994: Preis der Schweizerischen Schillerstiftung, für Mall oder Das Verschwinden der Berge
- 1990: Stipendium der Akademie Schloss Solitude, Stuttgart[1]

## Werke
- Anaconda 0.2, Roman, Limmat Verlag, Zürich 2016.
- Das taube Herz, Roman. Knaus, München 2010.
- Fado Fantastico, Roman. Nagel & Kimche, Zürich 2001.
- Narcissimo, Kindergeschichte. Joie de Lire, Genf 2001 (in Französisch).
- Hand im Spiel, Roman. Eichborn Verlag, Frankfurt 1998.
- Dorado City, Erzählung. Le Manoir, Martigny 1997.
- Der weisse Chauffeur, Roman. Gatza bei Eichborn, Frankfurt 1996.
- Mall oder Das Verschwinden der Berge, Roman. Gatza, Berlin 1993.
- Die Verwesung, Erzählung. Solitude, Stuttgart 1992.
- Das Loch in der Decke der Stube, Roman. Gatza, Berlin 1992.
- Auf der Suche nach der anderen Heimat. Beitrag zur Heimatdebatte. In: Passauer Pegasus. Zeitschrift für Literatur, 11. Jg. H. 21–22: „Literatur aus der Schweiz“. Krieg, Passau 1993 ISSN 0724-0708 S. 357–361.

### Drehbücher
- Der Graveur. Kino-Thriller, 100 Min., für Arranque Film Hamburg, 2000.
- Späte Heirat. Spielfilm, 90 Min., im Auftrag der Schweizerischen Autorengesellschaft, Lausanne, 2000.
- La Frontière. Kurzfilm, 30 Min., im Auftrag von Pascal Baumgartner, Genf 1998.
- Transit Café (nach dem Roman Hand im Spiel). Spielfilm, 90 Min., im Rahmen der Drehbuchwerkstatt München, 1997.[2]

### Theaterstücke
- Der Lügner; Die Fischer. Hörspieldramolette, Radio DRS, Sendung Januar 2000.
- Die Fischer. Dramolett, Urauff. Berner Ensemble, Dezember 1997.
- Das Loch in der Decke der Stube. Theaterbearbeitung des Romans. Uraufführung: Theater für den Kanton Zürich Winterthur, März 1997.